# Đông Đài Loan

Đông Đài Loan theo định nghĩa chính thức

Đông Đài Loan (東台灣) đôi khi còn được gọi tắt là Hậu Sơn (後山) là khu vực nằm ở phía đông dãy núi Trung ương tại hòn đảo Đài Loan. Theo định nghĩa chính thức, Đông Đài Loan bao gồm hai huyện Hoa Liên và Đài Đông. So với những vùng còn lại của Đài Loan, nơi đây có địa hình đồi núi, kinh tế kém phát triển và mật độ dân số thấp hơn. Đây cũng là khu vực được hoạch định mới nhất tại Đài Loan. Trong thành phần dân cư của vùng, thổ dân Đài Loan chiếm một tỉ lệ khá cao. Chính phủ Đài Loan quy hoạch thành phố Hoa Liên là trung tâm của vùng và sẽ tập trung các nguồn lực để phát triển thành phố.